# Giannutri

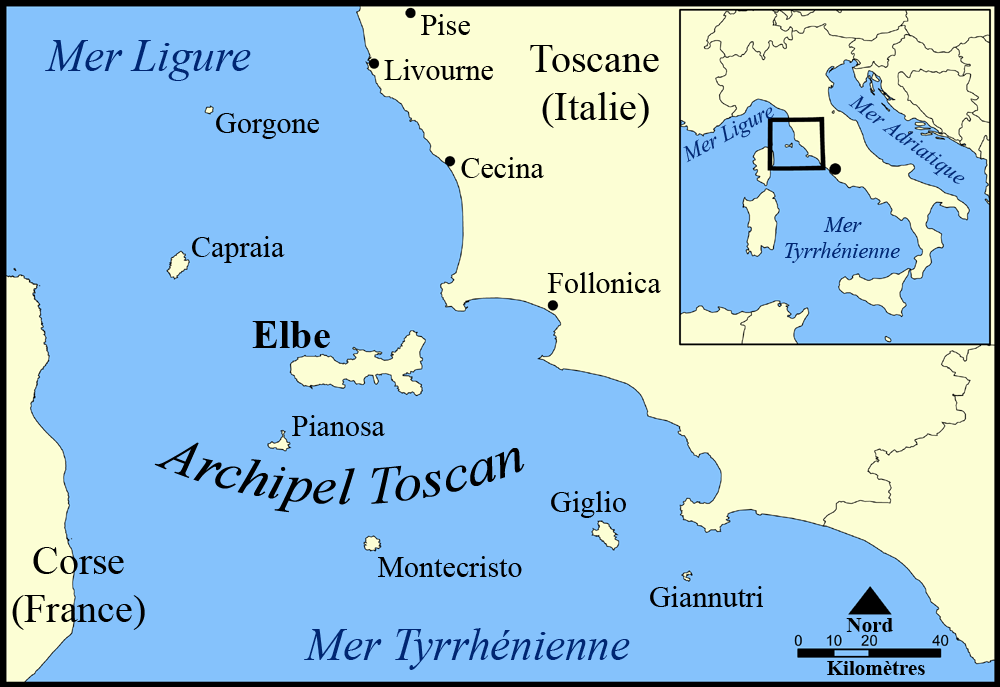
Carte des îles toscanes.

Giannutri est une petite île italienne de Méditerranée, proche des côtes de Toscane. C'est l'île la plus méridionale de l'archipel toscan. Elle possède un phare implanté près de Punta di Capel Rosso.
L'île est petite – 260 hectares et moins de 3 km du nord au sud pour 500 m de largeur – et sa forme rappelle celle d'une demi-lune. Elle est rattachée administrativement à la commune Isola del Giglio qui occupe l'île voisine de Giglio.
Giannutri se caractérise par la présence de trois sommets : Capel Rosso (85 m), Monte Mario et Poggio del Cannone. Sa côte est découpée et comporte deux baies, la baie « Cala della Spalmatoio » (dans le nord-est) et « Cala Maestra » (dans le nord-ouest). De nombreuses cavernes se trouvent le long de la côte. La plus connue est la grotte « Gala dei Grottoni » au sud de l'île. Le climat est particulièrement doux en hiver et des plantes telles qu'euphorbes, palmiers ou orchidées sauvages y prospèrent.
L'île était déjà peuplée durant l'Antiquité, les Romains y avaient bâti un port et des villae. L'une d'elles, la Villa des Domitii a été occupée par des membres de la gens Domitia durant trois siècles. Des dizaines de briques portant des estampilles au nom de cette gens ont d'ailleurs été trouvées dans les ruines de cette villa.

## Galerie photographique

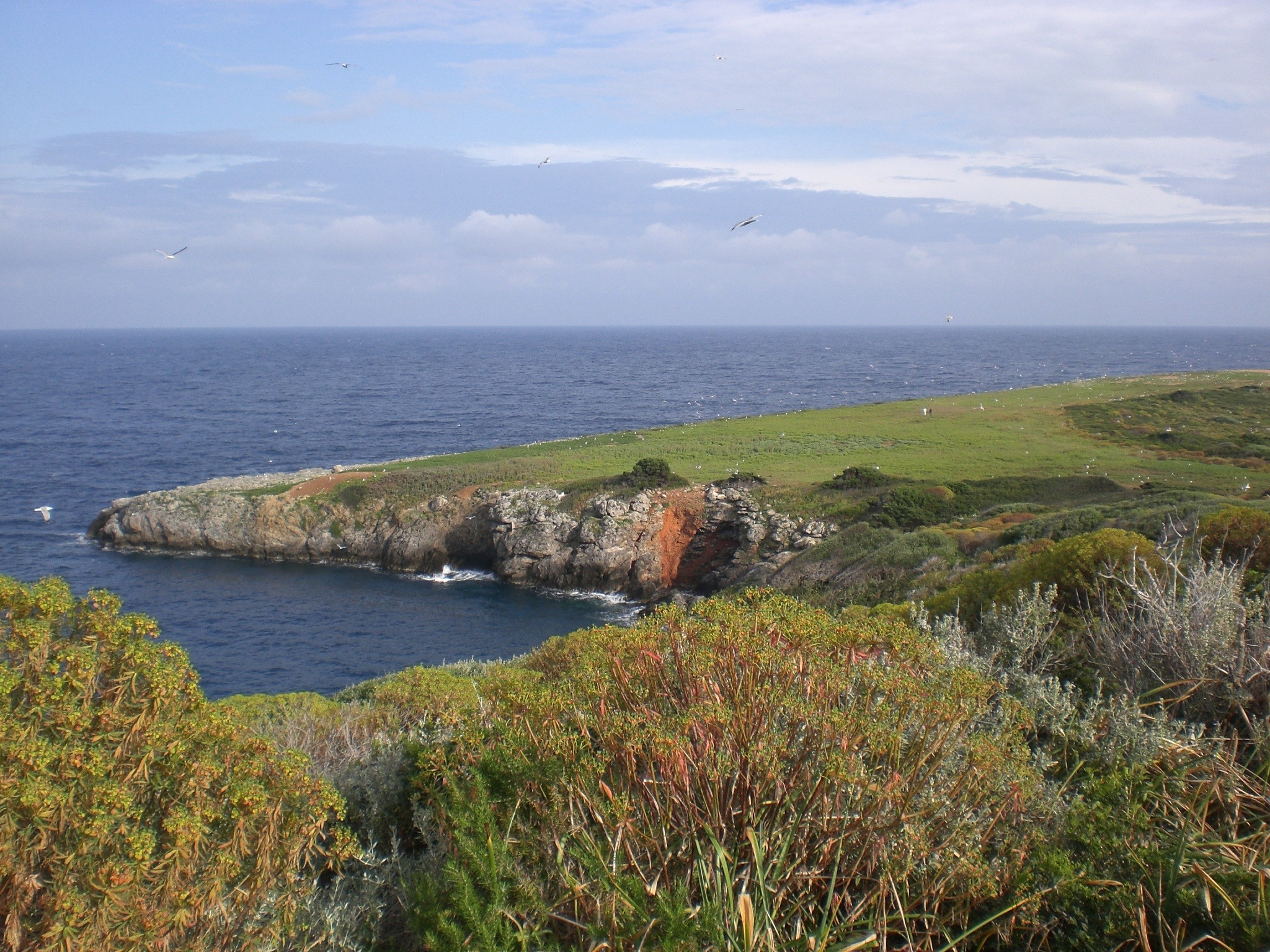
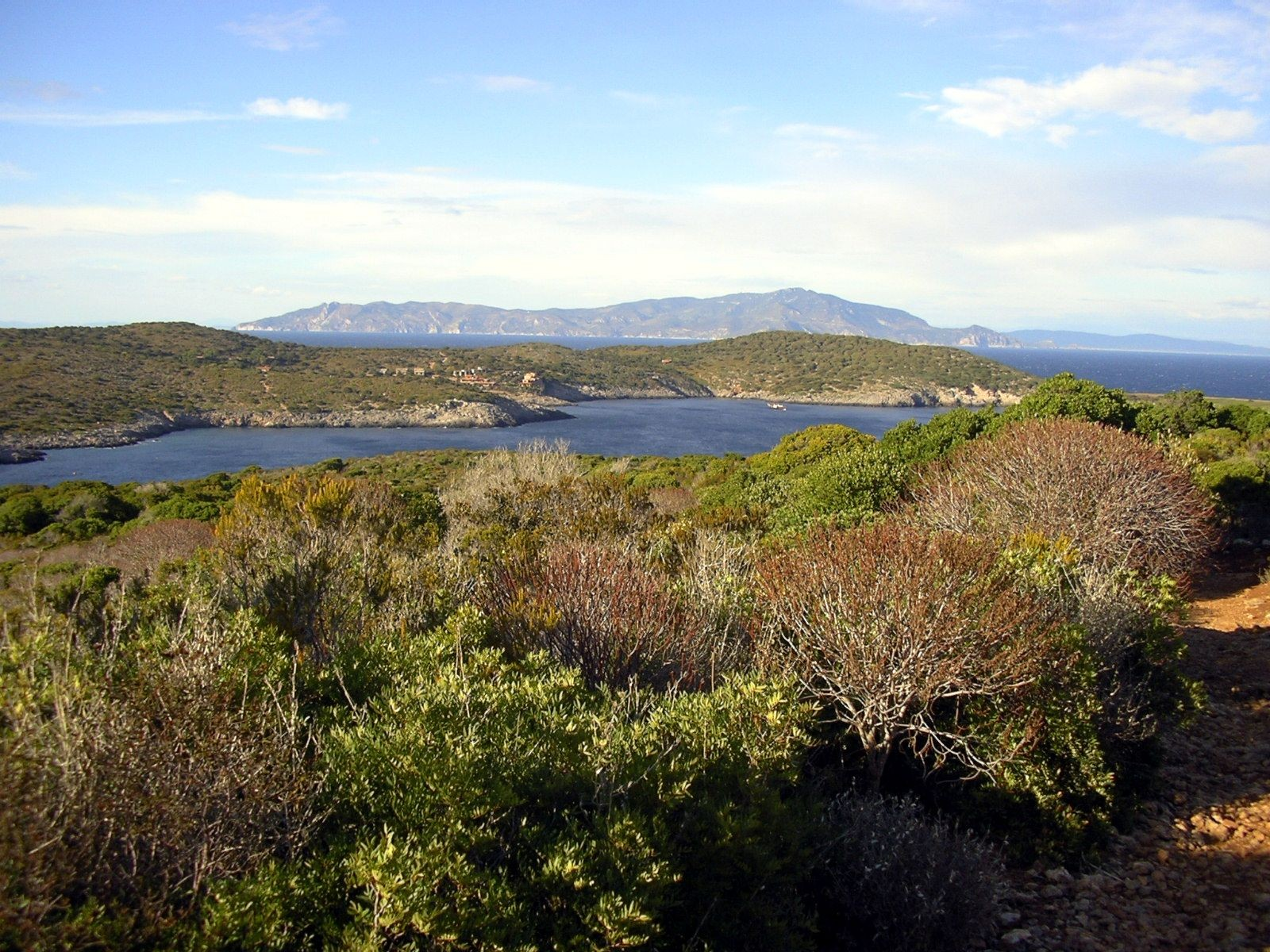
La baie de Spalmatoio avec Monte Argentario en arrière-plan.
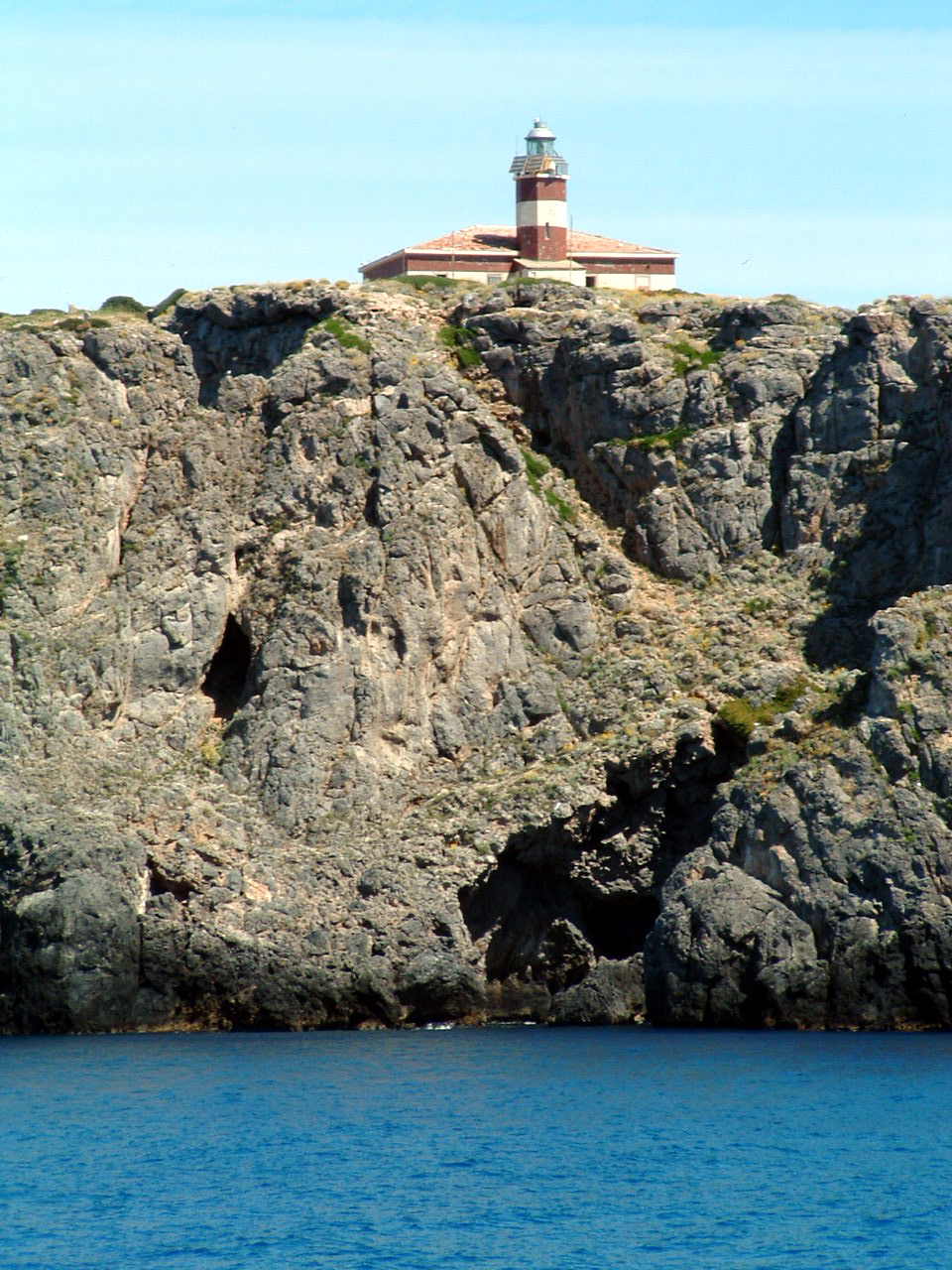
Le phare de l'île.
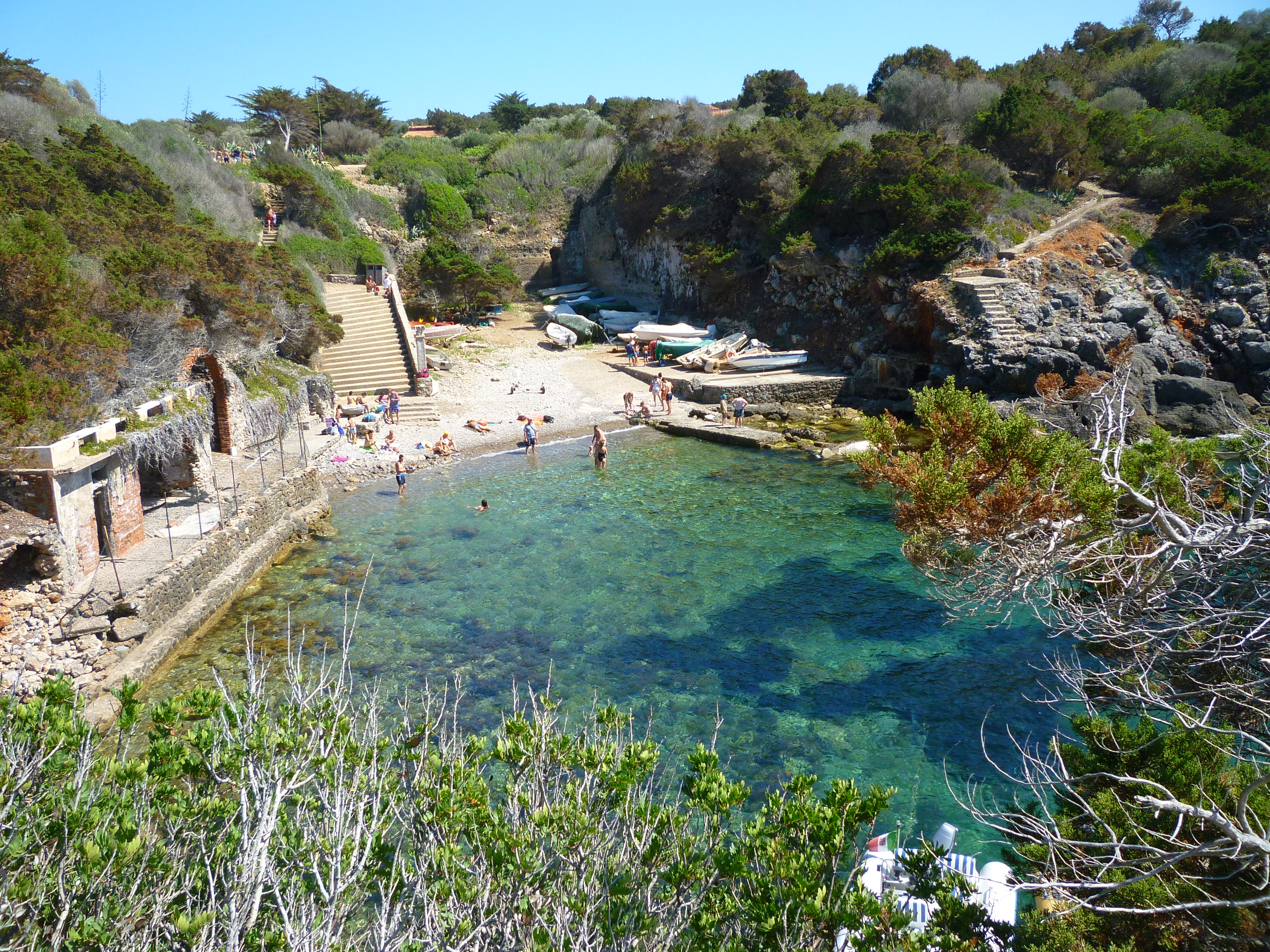
Le port romain.